# Konstantine Gamsakhurdia
Konstantine Gamsakhurdia (georgisk კონსტანტინე გამსახურდია k'onst'ant'ine gamsaxurdia) (født 3. maj 1893, død 17. juli 1975) var en fremtrædende georgisk forfatter og akademiker.
Konstantine Gamsakhurdia blev født i Mingrelien i det vestlige Georgien. Hans far var Prins Svimon Gamsakhurdia. Han studerede ved Berlins Universitet i Tyskland, hvorfra han blev kandidat i 1918.
Fra 1918 til 1919 var han førstesekretær ved den Demokratiske Republik Georgiens ambassade i Tyskland, og i 1920 var han udsendt til Italien.
Gamsakhurdia var en af lederne at Georgiens nationale befrielsesbevægelse i 1920'erne, og han sad i fængsel i nogle år.
Konstantine Gamsakhurdia var forfatter til flere fremragende georgiske romaner ("Den store mesters hånd", "Månens bortførelse", "Bygmesteren David", etc.) og grundlægger af den georgiske Goethe-forskning.
Han var far til Zviad Gamsakhurdia, Georgiens første præsident efter Sovjetunionens fald.